# 蔡秉德
蔡秉德（韓語：채병덕，1915年4月17日—1950年7月26日），韓國軍人，朝鮮日治時期由於實施創氏改名而改用大島秉徳為姓名，一生中最高軍階為大日本帝國陸軍少佐、大韓民國陸軍中將。岳父是曾任大韓民國國軍准將的白洪錫。

## 生平

### 出生和背景
蔡秉德出生於平壤，本貫平康蔡氏，父親是蔡觀洙（채관수），排行次男。

### 軍人生涯

#### 日治時代
自平壤中學畢業後，蔡秉德成為日本陸軍士官學校第49期生，要塞重砲兵科畢業後加入日本陸軍服役。1937年成為砲兵少尉，1938年升中尉並與白慶和結婚，1941年升大尉（相當於上尉），1943年升少佐（相當於少校）。二戰結束時是仁川的富平陸軍造兵廠第一工場長，在日本陸軍服役期間尚未有實戰經驗。

#### 戰後初期
二戰結束後，蔡秉德在1946年1月加入了美軍政廳之下成立的南朝鮮國防警備隊（韓國陸軍前身），並從「軍事英語學校」（後改為韓國陸軍軍官學校）畢業，擔任上尉，擔任第1團團長。1948年8月隨著韓國國軍的成立，於1949年5月9日擔任第二任陸軍参謀總長。
後來，蔡秉德因為“南北贸易”的事件受到波及，當時在三八線新任韓陸軍第1師師長的金錫源，直指蔡秉德涉及國軍前線部隊與朝鮮人民軍之間的不當物資交易，有損國家利益，蔡秉德則指責金錫源越權。兩人的衝突激怒了韓國總統李承晚，金錫源被解除師長的職務，蔡秉德則提出辭職，兩人被編入預備役，蔡秉德而後在1950年4月10日重新復職為陸軍參謀總長，而金錫源直到韓戰爆發後才回国領導部隊。

#### 韓戰
1950年6月25日，朝鮮人民軍突破三八線附近的開城、東豆川等地並揮兵南下之後，蔡秉德下令韓國陸軍第7師師長劉載興率領全師在議政府進行反攻，迎戰朝鮮陸軍來襲的第3師和第4師，以防止其繼續攻進議政府西南方不遠的漢城，同時命令第2師及其他部隊前往增援，結果失守，連帶使得漢城陷落。李承晚在6月29日解除蔡秉德的陸軍參謀總長職務，降級為臨時編成軍司令官。原先擔任副參謀長的丁一權，緊急從美國飛回韓國，在6月30日起接替蔡秉德成為陸軍參謀總長。

##### 陣亡
7月26日，蔡秉德跟隨美國陸軍第29步兵團第3營、及營長哈洛德·莫特中校（LTC Harold W. Mott）行經河東嶺關口時，遭到朝鮮人民軍埋伏部隊襲擊，莫特及三名參謀受傷，蔡秉德則頭部中彈，立刻身亡，遺體經晉州轉至釜山的陸軍醫院，後火化。死後被追贈為中將。

## 評價
2005年8月29日，韓國民族問題研究所和親日人名辭典編纂委員會首次發表了親日人名辭典名簿，蔡秉德被列入3,090位親日派人士當中。

## 其他
蔡秉德身高167公分，體重卻約有300磅，約136公斤，因此得到了「蔡胖子」的綽號。